# Accettazione della sentenza
In diritto ed in giurisprudenza, la accettazione della sentenza è un momento relativo al processo che si manifesta sotto varie forme, come "non impugnazione", "non contestazione", "non opposizione" della sentenza da parte di una delle parti. 
Negli ordinamenti che prevedono la possibilità di non accettare il verdetto del giudice (o in genere dell'organo giurisdizionale), e limitatamente alle procedure di questi per le quali sia ammesso, il cittadino può infatti resistere avverso il provvedimento irrogato ove lo giudicasse non congruo o errato; usualmente, gli ordinamenti prevedono la possibilità di adire in via negatoria talune forme che manifestino il rifiuto di accettazione della sentenza, ma vi possono essere casi e circostanze nei quali abbia rilievo anche la positiva accettazione della stessa.
L'accettazione della sentenza è un atto di volontà che può formarsi solo dopo l'emanazione della sentenza e può essere espressa o tacita. Quest'ultima, secondo la normativa vigente in Italia, deve risultare da "atti incompatibili con la volontà di avvalersi delle impugnazioni" (art. 329 c.p.c.). 
L'accettazione espressa è un atto unilaterale di volontà, che deve provenire dalla parte, non dal difensore e presuppone la capacità. Se la parte intende manifestare questa sua volontà per mezzo del difensore deve conferirgli un mandato apposito (così la Cassazione, 29 novembre 1990, n° 11496), non valendo il mandato di causa oltre l'esaurirsi del processo ed essendo l'eventuale accettazione (o non accettazione) atto consequenziale necessariamente successivo alla conclusione (con la sentenza) della procedura e dunque non facente parte del concluso processo.
L'accettazione tacita non è un'accettazione in senso proprio, perché la volontà non si manifesta con atti o fatti dai quali la si possa leggere, ma solo deduttivamente desumere. Gli atti concretamente incompatibili con il disposto del provvedimento giurisdizionale sono considerati come un mero fatto, da cui deriva l'acquiescenza (protestatio contra factum nihil operatur). L'individuazione degli atti incompatibili è il punto cruciale dell'accettazione tacita. L'atto o l'attività devono essere antagonistici all'impugnazione, quindi considerarsi come modo di esecuzione spontanea della sentenza.
In relazione all'impugnazione parziale, si deve considerare che l'art. 329 c.p.c. dispone che essa "importa acquiescenza delle parti della sentenza non impugnate".